# SystemStarter
SystemStarter è un tool che in macOS avvia i servizi di base del computer e permette all'utente di effettuare il login.
Si trova al percorso /sbin/SystemStarter.
SystemStarter è scritto in C usando il framework Core Foundation di Mac OS X. In Mac OS X Tiger, le funzioni di SystemStarter sono svolte da launchd.